# کونراد دورنر

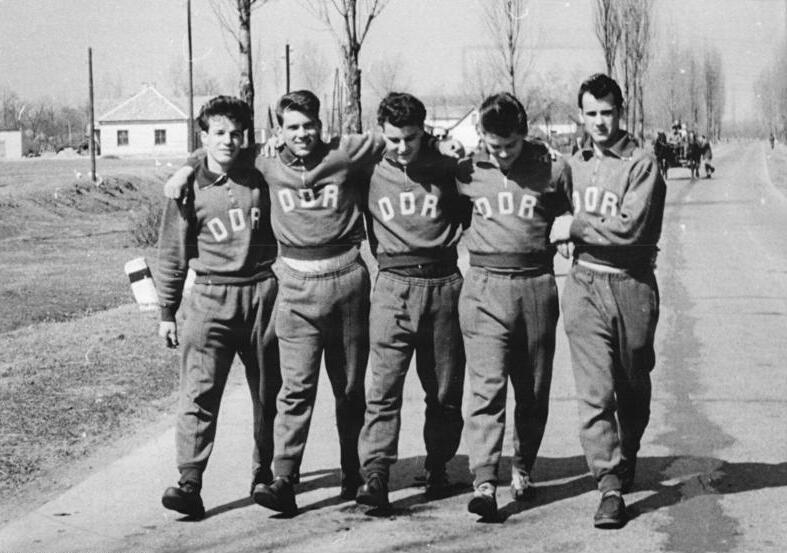
برای اهداف مستند، آرشیو فدرال آلمان اغلب شرح تصاویر اصلی را که ممکن است اشتباه، مغرضانه، منسوخ یا از نظر سیاسی افراطی باشد، حفظ می کند.

کونراد دورنر (به آلمانی: Konrad Dorner) بازیکن فوتبال و مدافع اهل آلمان شرقی بود که از سال ۱۹۵۸ میلادی عضو تیم ملی فوتبال آلمان شرقی بوده‌است. وی در ۲ بازی ملی حضور داشته و در بازی‌های ملی‌اش گلی به ثمر نرساند. کونراد دورنر آخرین بازی ملی خود را در سال ۱۹۵۸ میلادی انجام داد.